# Safia albidiscata
Safia albidiscata là một loài bướm đêm trong họ Noctuidae.